# ديفيد بلير (لاعب اتحاد الرغبي)
ديفيد بلير (بالإنجليزية: David William Blair)‏ هو لاعب اتحاد الرغبي بريطاني، ولد في 14 يوليو 1985 في إدنبرة في المملكة المتحدة.

## وصلات خارجية
- ديفيد بلير على موقع دوري الرغبي الممتاز (الإنجليزية)
- ديفيد بلير عل موقع إسبنسكروم (الإنجليزية)
- ديفيد بلير على موقع ItsRugby.co.uk (الإنجليزية)